# Tokyo Ghost Trip
Tokyo Ghost Trip (東京ゴースト・トリップ Tōkyō Gōsuto Torippu?) es una serie de manga escrita e ilustrada por Maki Hashiba. Fue serializada en la revista Ichiraci de la editorial Tōsuisha desde el 20 de enero de 2005 hasta el 20 de octubre de 2008, siendo recopilado en siete volúmenes tankōbon. Una adaptación a serie de acción real producida por Tokyo MX fue transmitida en Japón desde el 12 de abril de 2008 hasta el 23 de junio de ese mismo año.

## Argumento
Los hermanos Setsu y Sōwa son miembros de la familia Inui, una familia descendientes de itako con más de 300 años de historia. Al despreocupado Setsu le gusta apostar y tiene la habilidad de convocar a cualquier espíritu o fantasma. Sōwa, por su parte, no cree en ningún fenómeno sobrenatural debido a que no están científicamente comprobados. También se niega a heredar el negocio familiar a pesar de poseer la habilidad de actuar como un medio para que los espíritus lo posean. Cuando están a punto de graduarse de la secundaria, el cabeza de la familia Inui desaparece, dejándoles con una gran deuda que ellos deben pagar. Su hermano mayor, Umi, es un sacerdote que estudió exorcismo en el extranjero y se convierte en su tutor. Setsu y Sōwa se verán obligados a hacerse cargo del negocio familiar de tratar con los espíritus.

## Personajes
Setsu Inui (乾 節 Inui Setsu?)
Interpretado por: Juri Aikawa
Es el tercer hijo de la familia Inui y el protagonista principal de la historia. Posee la habilidad de convocar espíritus, aunque esta tarea ocasionalmente se ve opacada por su holgazanería en hacer las cosas. Ama apostar y comer carne; sin embargo y debido a los problemas económicos de la familia, rara vez pueden permitirse este lujo. Siempre se jacta de que no hay un espíritu al que no pueda convocar.
Sōwa Inui (乾 宗和 Inui Sōwa?)
Interpretado por: Ren Yagami
El segundo hijo de la familia Inui. Un itako talentoso pero sin inspiración que irónicamente no cree en los fenómenos paranormales. Mientras que Setsu es el encargado de convocar a los espíritus, Sōwa actúa como un medio de canalización para estos. Comparte el mismo amor por la carne que Setsu.
Umi Inui (乾 海 Inui Umi?)
Interpretado por: Renn Kiriyama
El primer hijo de la familia Inui y hermano mayor de Sōwa, Setsu y Kōmyō. Un exorcista, fue quien se hizo cargo de sus hermanos cuando el cabeza de la familia Inui desaparece. En el drama, su nombre fue cambiado a Kai.
Kōmyō Inui (乾 光明 Inui Kōmyō?)
Interpretado por: Yoshikazu Kotani
El hijo menor de la familia Inui, de catorce años de edad. Cuando era pequeño fue enviado a Estados Unidos para convertirse en psíquico, pero regresó a Japón para "proteger" a Setsu. Tiene la habilidad de visión remota, debido a lo cual es apodado "GPS humano".
Ryū Inui (乾 六 Inui Ryū?)
Interpretado por: Yukihiro Takiguchi
Es el primo de Umi, Sōwa, Setsu y Kōmyō, miembro de una rama menor de la familia Inui. Serio y sosfisticado, visita a sus primos para comprobar que el futuro de la familia este en buenas manos, pero queda horrorizado ante la forma de vida "vulgar" de estos y tampoco cree que sean aptos para heredar el negocio familiar. 
Isuzu Kitano (北野 五鈴 Kitano Isuzu?)
Interpretado por: Ryōma Baba
Un espíritu errante que vive con los hermanos Inui. Isuzu en realidad no está muerto, sino que su alma se separó de su cuerpo trar caer en un estado de coma. Decidió quedarse con los hermanos hasta recuperarse. Es dueño de un carácter débil pero gentil.

## Media

### Manga
Escrito e ilustrado por Maki Hashiba, Tokyo Ghost Trip comenzó su serialización el 20 de enero de 2005 en la revista Ichiraci de la editorial Tōsuisha, finalizando el 20 de octubre de 2008. El manga fue recopilado en siete volúmenes tankōbon. 

### Serie de televisión
Una adaptación a serie en imagen real producida por Tokyo MX fue estrenada el 12 de abril de 2008 y finalizó el 23 de junio de ese mismo año, con un total de trece episodios emitidos. Cuenta con la dirección de Mochi Aida, Ryūichi Ichino y Shimizu Toshifumi, y guion escrito pot Natsuko Takahashi y Yūko Kakihara. Cuenta con la participación de Juri Aikawa, Ren Yagami, Yoshikazu Kotani, Yukihiro Takiguchi, Ryōma Baba y Renn Kiriyama.